# Osama Al-Muwallad
Osama Al-Muwallad  (15 de maio de 1984) é um futebolista profissional saudita que atua como defensor.

## Carreira
Osama Al-Muwallad representou a Seleção Saudita de Futebol na Copa da Ásia de 2011.